# Saint-Paul-en-Pareds
Saint-Paul-en-Pareds ist eine französische Gemeinde mit 1.382 Einwohnern (Stand: 1. Januar 2022) im Département Vendée in der Region Pays de la Loire; sie gehört zum Arrondissement La Roche-sur-Yon und zum Kanton Les Herbiers. Die Einwohner werden Saint-Paulais genannt.

## Nachbargemeinden
Saint-Paul-en-Pareds liegt etwa 37 Kilometer nordöstlich von La Roche-sur-Yon. Umgeben wird Saint-Paul-en-Pareds von den Nachbargemeinden Les Herbiers im Norden und Westen, Saint-Mars-la-Réorthe im Nordosten, Saint-Michel-Mont-Mercure im Osten, Le Boupère im Süden sowie Mouchamps im Südwesten.

## Bevölkerungsentwicklung
| Jahr                      | 1962 | 1968 | 1975 | 1982 | 1990 | 1999 | 2006 | 2013 |
| Einwohner                 | 644  | 600  | 612  | 745  | 832  | 926  | 1096 | 1253 |
| Quelle: Cassini und INSEE |      |      |      |      |      |      |      |      |

## Sehenswürdigkeiten

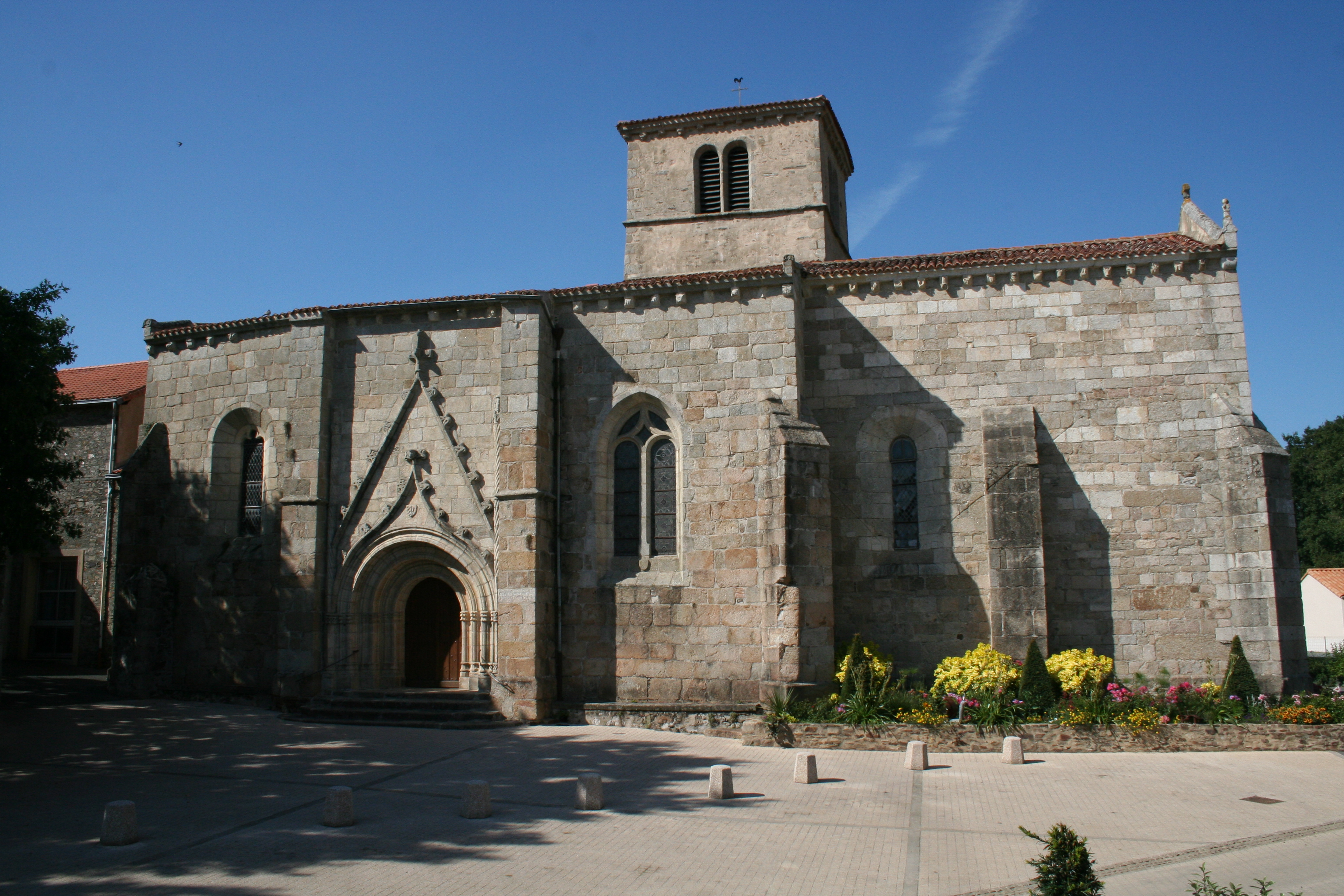
Kirche Saint-Paul

Siehe auch: Liste der Monuments historiques in Saint-Paul-en-Pareds
- Kirche Saint-Paul aus dem 15. Jahrhundert
- Schloss Les Noyers aus dem 15. Jahrhundert

## Persönlichkeiten
- Émilien Jeannière (* 1998), Radrennfahrer